# Братковская
Бра́тковская — гора в Украинских Карпатах, в массиве Горганы. Одна из вершин одноименного хребта. Расположена на границе Надворнянского района Ивано-Франковской области, Тячевского района и Раховского района Закарпатской области.
Высота горы 1788 м (по другим данным — 1792 м). Вершина и привершинный склоны покрыты каменными россыпями и осыпищами песчаников. Растительность до высоты 1400—1600 м представлена еловыми лесами, выше криволесье из сосны горной.
К северо-западу от вершины расположена гора Гропа (1763 м), за ней — Дурня (1709 м), на восток — горы Русская (1677 м) и Чёрная Клева (1719 м), на юг / юго-запад — перевал Околе, через который можно выйти на главный хребет массива Свидовец.
Ближайшие населенные пункты: Быстрица, Чёрная Тиса, Лопухов.